# Монталбано Еликона
Монталба̀но Елико̀на (на италиански: Montalbano Elicona; на сицилиански: Muntarbanu, Мунтарбану) е малко градче и община в Южна Италия, провинция Месина, автономен регион и остров Сицилия. Разположено е на 920 m надморска височина. Населението на общината е 2485 души (към 2011 г.).